# グレゴリアンアンテナ

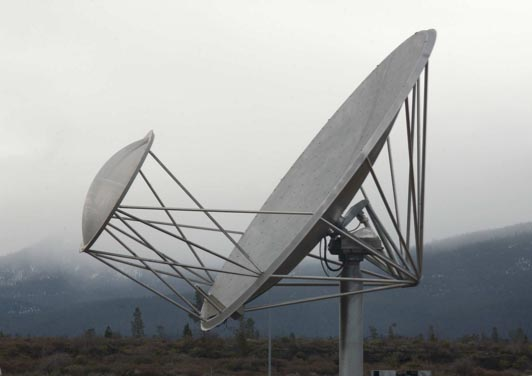
オフセットグレゴリアンアンテナの一例。写真はアレン・テレスコープ・アレイのもの

パラボラアンテナの種類。

グレゴリアンアンテナ（英語: Gregorian antenna）とは主、副の反射器を持つパラボラアンテナ（parabolic antenna）の一種である。

## 概要
パラボラアンテナ（そのうち、放物面反射器を主反射器とする）に副反射器を追加したアンテナである。副反射器が楕円面凹型であるものを本項目で述べるグレゴリアンアンテナ（右図の一番下）、双曲面凸型であるものをカセグレンアンテナ（右図の上から3番目）という。
通常のパラボラアンテナと違い輻射器による反射器を隠蔽する部分の形状を対称に保つことができるため、指向性のわずかな乱れが許されない衛星通信に多く用いられる。

## パラボラアンテナとの比較
長所
- 導波管を短くでき、その損失が軽減できる。
- 輻射器の形状による指向性の乱れに規則性があるので、これを補正しやすい。

短所
- 副反射器による主反射器を隠蔽する損失が、比較的大きい。

## 関連項目

グレゴリー式望遠鏡